# اچ‌ام‌سی‌اس آنتیکوستی (ام‌اس‌ای ۱۱۰)
اچ‌ام‌سی‌اس آنتیکوستی (ام‌اس‌ای ۱۱۰) (به انگلیسی: HMCS Anticosti (MSA 110)) یک کشتی است که طول آن ۵۸٫۳ متر (۱۹۱ فوت) می‌باشد. این کشتی در سال ۱۹۷۳ ساخته شد.